# Tesvisio
Tesvisio est la première chaîne de télévision généraliste finlandaise fondée le 21 mars 1956, Elle est la première chaîne de télévision commerciale finlandaise, plus d'un an avant le lancement de MTV3. Sa zone de diffusion se limitait à la région d'Helsinki, de Turku et de Tampere.
Sa zone de couverture limitée par rapport à celle de sa principale concurrente, MTV3, mais également par rapport à celle de la toute nouvelle télévision publique, la Suomen Televisio. Ce sera l'une des principales raisons de sa disparition, car ces deux chaînes avaient une audience beaucoup plus large que celle de Tesvisio.

## Histoire
Les émissions régulières de la chaîne débutent en mars 1956. En 1957, la chaîne adopte le nom TES-TV. Une partie importante de la programmation de TES-TV était composée de publicités et de programmes parrainés. En novembre 1959, une société est créée pour gérer la chaîne, qui adopte le nom Tesvisio en 1960. En 1963, sa zone de diffusion s'élargit aux villes de Turku et Tampere. Elle diffuse près de 28 heures de programmes en moyenne par semaine.
La chaîne éprouve quelques difficultés financières à partir de 1964. La même année, elle finalement rachetée par la société de radio-télévision publique nationale Yleisradio, de même que sa chaîne sœur, Tamvision. Tesvision continue cependant de diffuser sa programmation normale jusqu'au 6 mars 1965. Le lendemain, elle est remplacée par TV-ohjelma 2.

## Programmes
- Uutiset
- Päivän puheenaihe
- Päivän pääkirjoitukset
- Levyraati
- Tupla tai kuitti
- Totta toinen puoli
- Alaston kaupunki
- Donna Reed
- Fred Astaire
- Heikki ja Kaija
- Miss Suomi
- Miss Skandinavia
- Nuorten tanssihetki
- Uutinen rahaksi
- Tikankolo
- Filmisilmä
- Wagon Train
- Tunnin tähtivisio
- Tohtori Kildare
- Lauantain lämpimäisiä
- Viittä vaille kuus'
- Iltahartaushetki
- Maaseudulla tapahtuu
- The Voice of Firestone